# مباشرت
مباشرت، اخلاقی است که شامل برنامه‌ریزی و مدیریت مسئولانه منابع است. مفاهیم مباشرت را می‌توان در محیط و طبیعت، اقتصاد، بهداشت، خاصیت، اطلاعات، الهیات، و غیره به کار برد.

## تاریخچه این واژه
مباشرت Stewardship در ریشه از واژه مباشر steward، ساخته شده‌است از استیگ (خانه، سالن) و ویِ رد weard، (بخش، گارد، نگهبان، دروازه‌بان). مباشرت در ابتدا به وظایف خانه‌دار برای آوردن غذا و نوشیدنی به سالن غذاخوری قلعه اشاره داشت. سرانجام مسئولیت‌های به سرپرستی گسترش یافت تا شامل همه نیازهای داخلی، خدماتی و مدیریتی کل خانواده شود.

## سازمان‌های قابل توجه
- شورای نظارت بر جنگل، از سال ۱۹۹۳ میلادی
- شورای نظارت بر امور دریایی، از سال ۱۹۹۶ میلادی
- شورای نظارت بر امور آبزیان، از سال ۲۰۱۰ میلادی

## برای مطالعهٔ بیشتر
- مباشرت ضد میکروبی
- مباشر داده
- اخلاق محیطی
- حفاظت از محیط زیست
- مباشرت انباشت هسته‌ای
- مباشرت محصول
- ابتکار عمل مایع سازی مواد شوینده ایمن
- مباشرت (الهیات)
- نظریه مباشرت